# Sun, Louisiana
Sun är en ort i Saint Tammany Parish i Louisiana i USA.